# Girolamo Muziano
Girolamo Muziano (ou Le Mutien) (né vers 1528 à Acquafredda, près de Brescia, mort en 1592) est un peintre, dessinateur et graveur italien de la Renaissance tardive.

## Biographie
Girolamo Muziano vient jeune à Rome, devient élève de Lambert Sustris et s'exerce d'abord dans le paysage, puis se livre au genre historique.
Il orne de ses tableaux plusieurs églises de Rome, perfectionne l'art de la mosaïque et exécute les belles mosaïques de la chapelle grégorienne.
Il réussissait particulièrement à peindre les personnages d'une physionomie grave, les pénitents exténués par l'abstinence.
Il a été mandaté pour réunir les peintres et sculpteurs affirmés dans le but d'assurer la fondation de l'Académie de Saint-Luc de Rome que le pape Grégoire XIII autorise vers 1577.

## Œuvres
- L'Incrédulité de Saint Thomas, au musée du Louvre.
- Résurrection de Lazare, au musée du Louvre.
- Résurrection de Lazare,(1556) Museo del Duomo, Orvieto.
- Le Christ portant sa croix, vers 1561, Galerie nationale d'Art ancien, Rome.
- Une Troupe d'anachorètes écoutant la parole d'un Père du Désert, dans l'église des Chartreux à Rome.
- Fresques de l'église Santissimo Crocifisso de Rome.
- Nativité de l'église Santa Maria ai Monti de Rome.
- Peinture de la vie des Saints du plafond vouté de la Galerie des cartes géographiques des Musées du Vatican à Rome (en collaboration avec Cesare Nebbia).
- Saint Eustache, plume, encre brune et rehauts de gouache blanche, 52,7 × 38,6 cm, Paris, Beaux-Arts de Paris[1],[2].

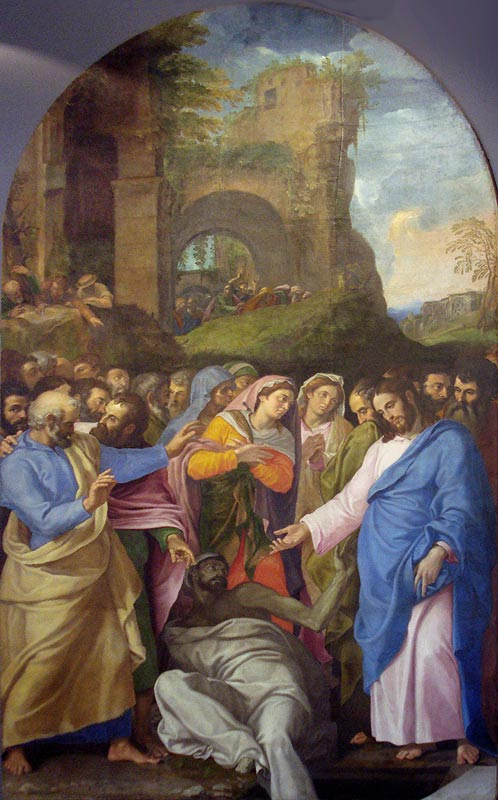
Résurrection de Lazare, Museo del Duomo d'Orvieto, 1556.
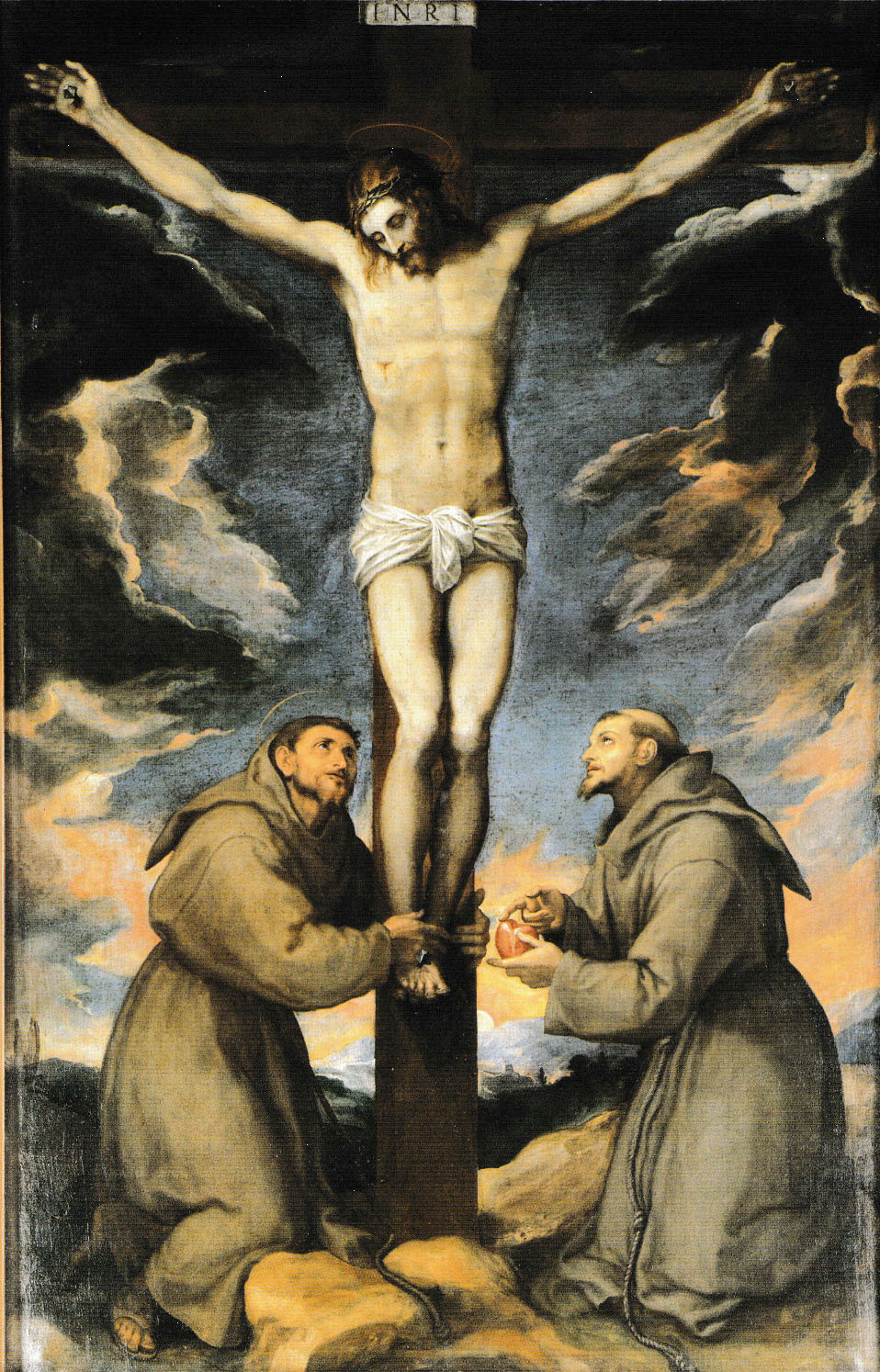
Crucifixion, fresque à Rome.